# 灰叶花楸
灰叶花楸（学名：Sorbus pallescens）为蔷薇科花楸属的植物，为中国的特有植物。分布在中国大陆的云南、四川等地，生长于海拔2,000米至3,100米的地区，一般生于杂木林内及林缘，目前尚未由人工引种栽培。